# Ейрік Квалфосс
Ейрік Квалфосс (норв. Eirik Kvalfoss; нар. 25 грудня 1959, Гордалан, Норвегія) — норвезький біатлоніст. Олімпійський чемпіон і призер Сараєво 1984, триразовий чемпіон світу з біатлону, перший серед норвезьких біатлоністів володар Великого кришталевого глобуса Кубку світу з біатлону сезону 1988/1989 та перший біатлоніст володар Великого кришталевого глобуса Кубку світу не німецького походження (Ейрік зумів перервати 11-и річне домінування німецьких спортсменів в Кубку світу з 1977 по 1988 рік).

## Виступи на Олімпійських іграх
| Рік  | Міце проведення | Інд | Спр | Пр | МС | Ест |
| 1984 | Сараєво         | 3   | 1   |    |    | 2   |
| 1988 | Калгарі         | 6   | 20  |    |    | 6   |
| 1992 | Альбервіль      | 27  | 47  |    |    | 5   |

## Виступи на чемпіонатах світу
| Рік  | Міце проведення      | Інд | Спр | Пр | МС | Ест |
| 1981 | Лахті                | 17  | 8   |    |    | 4   |
| 1982 | Мінськ               | 2   | 1   |    |    | 2   |
| 1983 | Антгольц-Антерсельва | 14  | 1   |    |    | 3   |
| 1985 | Рупольдінг           | 26  | 2   |    |    | 4   |
| 1986 | Осло                 | 25  | 12  |    |    | 5   |
| 1987 | Лейк Плесід          | 17  | 41  |    |    |     |
| 1989 | Файстриць            | 1   | 2   |    |    | 3   |
| 1990 | Мінськ               | 10  | 2   |    |    | 4   |
| 1991 | Лахті                | 3   | 3   |    |    | 3   |
| 1993 | Боровець             | 4   | 4   |    |    | 9   |

## Загальний залік в Кубку світу
- 1982-1983 — -е місце
- 1983-1984 — -е місце
- 1984-1985 — -е місце
- 1985-1986 — 4-е місце
- 1986-1987 — 4-е місце
- 1987-1988 — -е місце
- 1988-1989 — -е місце
- 1989-1990 — -е місце
- 1992-1993 — 20-е місце